# Dansens dag

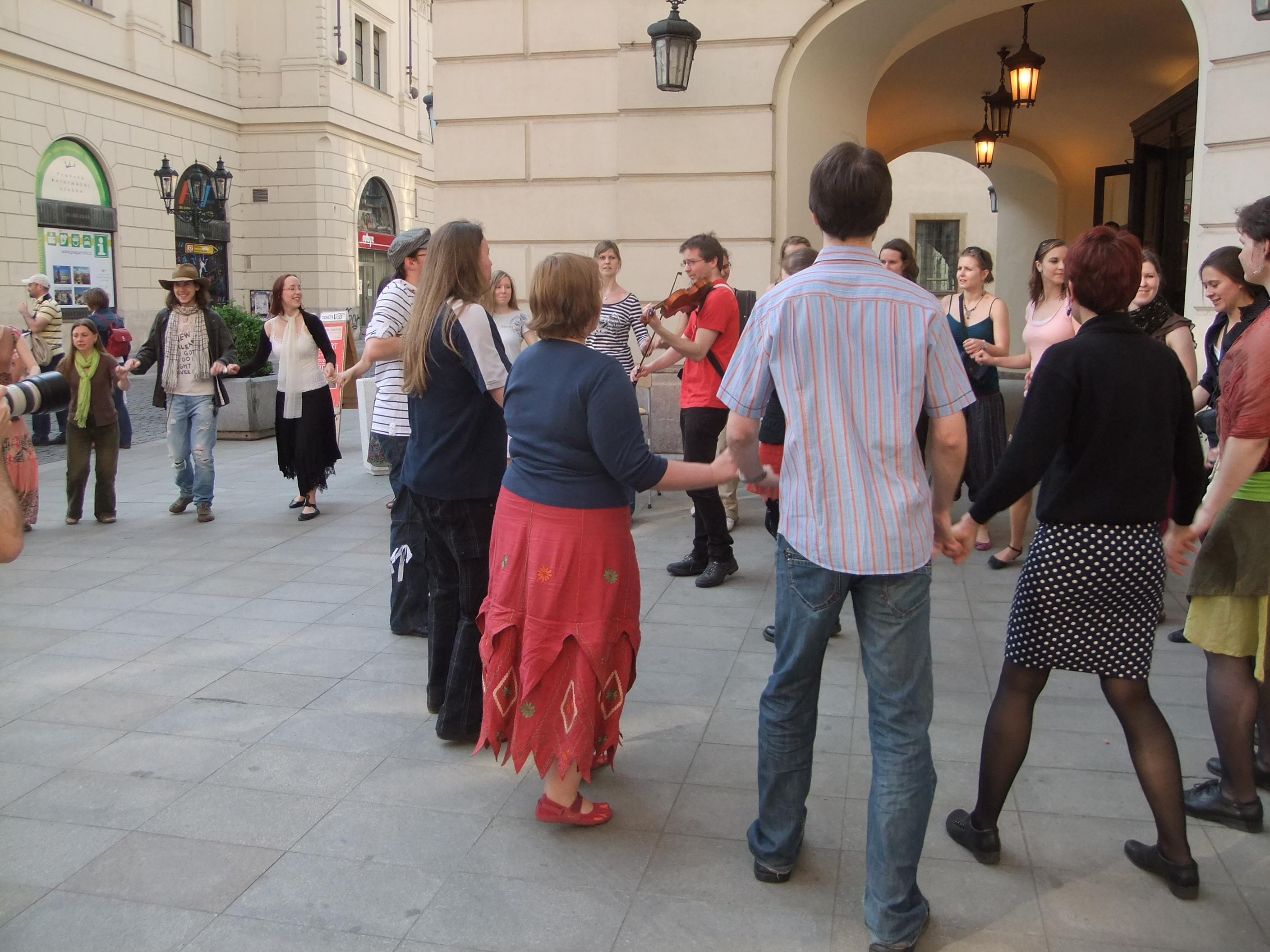
Dansens dag 2011 i Prag.

Dansens dag är en temadag som firas årligen den 29 april. Den är en av Förenta nationernas internationella dagar.
Den internationella dansdagen etablerades 1982 av International Dance Committee, ITI-Unesco. Datumet är Jean-Georges Noverres födelsedag. Noverres var en förnyare av balettkonsten.
Initiativet till att fira dansens dag i Sverige togs av Svensk Danskommitté inför Kulturhuvudstadsåret 1998. Sedan dess är Dansens dag den 29 april en årligen återkommande manifestation för att ge dansen särskild uppmärksamhet.